# تنجی (دوره)
تنجی (به ژاپنی: 天治 Tenji) نام یک عصر تاریخی ژاپنی (نِنگُو) بود. این عصر بعد از هوآن و قبل از دایجی قرار داشت و از آوریل ۱۱۲۴ تا ژانویه ۱۱۲۶ میلادی به طول انجامید. در طی این عصر امپراتور سوتوکو، امپراتور ژاپن بود.